# یون‌کیوب
یون‌کیوب شرکتی نرم‌افزاری واقع در کنتربری کنت (انگلستان) بریتانیا است. این شرکت در سال ۲۰۰۲ تأسیس شده و ابزارهایی برای حفاظت نرم‌افزارهای نوشته شده به زبان پی‌اچ‌پی در برابر مشاهده شدن کد، تغییر و اجرای آنها توسط دیگران بر روی رایانه‌های غیرمجاز ارائه می‌کند. 